# Nový Poddvorov
Nový Poddvorov är en ort i Tjeckien.   Den ligger i regionen Södra Mähren, i den sydöstra delen av landet, 230 km sydost om huvudstaden Prag. Nový Poddvorov ligger 248 meter över havet och antalet invånare är 169.
Terrängen runt Nový Poddvorov är huvudsakligen platt. Nový Poddvorov ligger uppe på en höjd. Runt Nový Poddvorov är det tätbefolkat, med 319 invånare per kvadratkilometer. Närmaste större samhälle är Hodonín, 12,7 km öster om Nový Poddvorov. Trakten runt Nový Poddvorov består till största delen av jordbruksmark.